# Onda épsilon
Las ondas de Epsilon en la displasia ventricular derecha arritmogénica se definieron y describieron por primera vez en 1977 por Guy Fontaine (1936-2018). Las ondas se pueden ver más fácilmente usando cables Fontaine.
"El término épsilon era agradable, porque aparece en el alfabeto griego después del delta; así, delta representa la preexcitación y épsilon el fenómeno de postexcitación. Además, épsilon también se usa en matemáticas para expresar un fenómeno muy pequeño ...
Fontaine 1997

### Electrocardiograma
Las ondas épsilon en el electrocardiograma son potenciales eléctricos de baja amplitud que se producen al final del complejo QRS y al inicio del segmento ST y que se detectan en las derivaciones precordiales derechas. Su identificación puede verse facilitada por el empleo de un filtro de paso alto de 40 Hz, que aumenta la ganancia a 20 mV/mm y la velocidad de registro a 50 mm/s. Una modificación de la posición de las derivaciones de las extremidades (derivación del brazo derecho colocada en el manubrio esternal, derivación del brazo izquierdo colocada sobre el xifoides y derivación de la pierna izquierda colocada sobre una costilla entre las posiciones habituales de V4 y V5) puede mejorar la sensibilidad. 
Se cree que las ondas épsilon corresponden a áreas de activación retardada del VD como consecuencia de la sustitución fibrosa o fibroadiposa del miocardio del VD, lo que se considera un criterio mayor.
La presencia de potenciales tardíos detectados mediante el ECG de promediación de señal indica áreas de conducción ventricular lenta, que pueden corresponder a un sustrato anatómico para arritmias ventriculares de reentrada. El ECG de promediación de señal se realiza con un filtro de 40-250 Hz para asegurar un nivel de ruido < 0,3 μV. Se analizan habitualmente los tres parámetros siguientes: duración del QRS filtrado, duración de la señal de baja amplitud (< 40 μV) del QRS terminal (LAS) y raíz cuadrada de la media de amplitudes al cuadrado de los últimos 40 ms de la señal de QRS (QRS40). 
En los criterios originales, se consideraba que había una presencia de potenciales tardíos si dos de estos parámetros eran anormales: concretamente, QRS filtrado ≥ 114 ms, LAS ≥ 38 ms y QRS40 ≤ 20 μV. Sin embargo, estos valores no estaban basados en la evidencia. La sensibilidad y la especificidad del ECG de promediación de señal se ha comparado en 69 pacientes con MVDA frente a 103 controles normales: cada uno de los parámetros tuvo una sensibilidad del 58-60% y una especificidad del 94-96%, mientras que la presencia de dos parámetros mostró valores de sensibilidad (66%) y especificidad (95%) similares; el empleo de la presencia de cualquiera de los parámetros tuvo una sensibilidad del 74% y una especificidad del 92%. A la vista de estas observaciones en el nuevo algoritmo diagnóstico, la presencia de uno o varios parámetros (en ausencia de una duración del QRS ≥ 110 ms) se considera un criterio menor.
Es fundamental aplicar un punto de corte óptimo del filtro de paso bajo para no omitir señales que pueden ser importantes desde el punto de vista clínico (QRS y sus muescas, onda J y espícula de marcapasos). Las últimas recomendaciones en electrocardiografía fijan el punto de corte en 150Hz para adolescentes y adultos. Sin embargo, habitualmente se aplican 40Hz en la práctica clínica diaria con el objetivo de reducir el ruido muscular y mejorar la estética del registro.
En este caso hay una pérdida de información diagnóstica importante, que nos hace pensar que la presencia de onda épsilon en pacientes con displasia arritmogénica del ventrículo derecho pudiera estar seriamente subestimada.

### Las derivaciones precordiales bipolares de Fontaine (F-ECG)
(Se pueden utilizar para aumentar la sensibilidad de la detección de ondas épsilon)
| Derivacion | Derivacion | Colocación                              |
| --- | ---------- | --------------------------------------- |
| Brazo derecho | (RA)       | Sobre el manubrio                       |
| Brazo izquierdo | (LA)       | Sobre el proceso xifoides               |
| Pierna Izquierda | (LA)       | En la posición V4 estándar (5º ICS MCL) |
| En lugar de las derivaciones regulares I, II y III, ahora hay tres derivaciones torácicas bipolares que se denominan FI, FII y FIII que registran los potenciales desarrollados en el ventrículo derecho, desde el infundíbulo hasta el diafragma |            |                                         |

El cable bipolar vertical FI, (similar a aVF) magnifica los potenciales auriculares y se puede usar para registrar:
- ondas de épsilon;

- búsqueda de disociación AV en taquicardia ventricular;

- y estudiar los ritmos auriculares anormales cuando las ondas P son demasiado pequeñas en las derivaciones normales

### Displasia ventricular derecha arritmogénica (ARVD)
Los cambios de ECG en la displasia ventricular derecha arritmogénica incluyen:
1. Onda de Epsilon (hallazgo más específico, visto en 30% de los pacientes)
2. Inversión de onda T en V1-3 (85% de los pacientes)
3. Aumento prolongado de la onda S de 55 ms en V1-3 (95% de los pacientes)
4. Ampliación localizada de QRS de 110ms en V1-3
5. Episodios paroxísticos de taquicardia ventricular con una morfología LBBB